# 金泰正
金泰正（韓語：김태정，1999年1月21日—），是一名韓國男演員。

## 演出作品

### 電視劇
- 2019年：MBC《偶然發現的一天》飾演 蔡龍仁
- 2021年：TVING《染色》飾演 高錦[3][4]
- 2022年：Wavve《戀愛的季節》飾演 朴昌賢
- 2022年：Netflix《黑暗榮耀》飾演 體育老師
- 2023年：tvN《浪漫速成班》飾演 李熙才[5]
- 2023年：Wavve《我的X般的二十歲》飾演
- 2023年：Netflix《走進你的時間》飾演 朴敏尚
- 2023年：ENA《沙之花也有春天》飾演 林東錫
- 2024年：MBC《搜查班長1958》飾演 權亨根[6]
- 2024年：Netflix《名校的階梯》飾演 崔允錫[7]
- 2024年：SBS《好搭檔》飾演 李承俊(ep11)
- 2024年：Coupang Play《凌晨兩點的灰姑娘》飾演 河智錫[8]
- 2025年：tvN《瑞草洞》飾演 張秀吉[9]
- 待公布：KAKAO《借來的身體/빌린몸》飾演

### 電影
- 2018年：《Manager(매니저)》短片
- 2019年：《我住在只屬於我的大海裡(나는 나만의 바다에 살아)》短片
- 2024年：《We, One(위원)》

## 外部連結
- 金泰正的Instagram帳戶
- 金泰正在NAVER上的资料
- 金泰正在Daum上的资料
- 金泰正在HanCinema的頁面（英文）